# Rádio Táxi
Rádio Táxi est un groupe brésilien de rock, originaire de São Paulo, dans l'État de São Paulo.

## Histoire
Le groupe est formé par d'anciens membres de Tutti Frutti, le groupe d'accompagnement de la chanteuse Rita Lee, avec Wander Taffo, Lee Marcucci, Gel Fernandes et Willie de Oliveira, qui, après avoir enregistré l'album Rádio Táxi en 1984, est remplacé par Maurício Gasperini,. 
Le premier succès du groupe est le morceau Garota Dourada, qui est le thème du film Menino do Rio. Peu après, en 1982, Coisas de Casal est la chanson thème de la telenovela Sol de Verão de Rede Globo et, l'année suivante, Sanduiche de coração est incluse dans la telenovela Pão pão, Beijo beijo de la même chaîne. Un autre succès du groupe est le morceau Eva, une reprise de la chanson du homonyme du chanteur italien Umberto Tozzi, réenregistrée plus tard par la Banda Eva dans les années 1990, qui comprend la chanteuse Ivete Sangalo,,.
En 1986, Você se esconde fait partie de la bande originale de la telenovela Roda de Fogo. En 1999, le morceau Garota Dourada est réenregistré par Pepeu Gomes.
En 2003, le morceau Dentro do Coração revient dans les charts en tant que bande-son du film Os Normais. En 2006, Wander Taffo rejoint le groupe, à l'occasion de la sortie d'un DVD. Taffo décède le 14 mai 2008, victime d'un arrêt cardiaque.
En 2019, le groupe s'associe au groupe Placa Luminosa pour une tournée nostalgique au Brésil, qui débute à São Paulo le 3 octobre au Teatro Liberdade. En 2021, l'auteur-compositeur-interprète Betto Luck reprend le chant du groupe. Le 25 janvier 2022, le groupe sort le single Sarah, écrit par la chanteuse Ovelha,,. 

## Discographie

### Albums studio
- 1982 : Rádio Táxi (CBS)
- 1983 : Rádio Táxi (CBS)
- 1984 : 6:56 (CBS)
- 1986 : Matriz (CBS)
- 1989 : Rádio Táxi (RGE)
- 1991 : Horóscopo do Amor Perfeito (RGE)
- 1997 : Rádio Táxi VII (Movieplay)
- 2006 : Rádio Táxi Ao Vivo (Sony BMG Music Entertainment)
- 2015 : 3 Décadas Ao Vivo ((indépendant)

### DVD
- 2006 : Rádio Táxi Ao Vivo (Sony BMG Music Entertainment)
- 2015 : 3 Décadas Ao Vivo (indépendant)

### Singles
- 2020 : Se Você Pensa (Spottlight)[13]
- 2022 : Sarah